# Leptoclinides cuspidatus
Leptoclinides cuspidatus är en sjöpungsart som först beskrevs av Sluiter 1909.  Leptoclinides cuspidatus ingår i släktet Leptoclinides och familjen Didemnidae. Inga underarter finns listade i Catalogue of Life.